# Lethrus lebedevi
Lethrus lebedevi är en skalbaggsart som beskrevs av Semonov och Medvedev 1935. Lethrus lebedevi ingår i släktet Lethrus och familjen tordyvlar. Inga underarter finns listade i Catalogue of Life.